# طيب مروسي
 طيب مروسي (1985 الجزائر) هو لاعب كرة قدم جزائري.

## روابط خارجية
- طيب مروسي على موقع قاعدة بيانات كرة القدم.إي يو (الإنجليزية)
- طيب مروسي على موقع Soccerway.com (الإنجليزية)